# The Fearway
The Fearway is een Amerikaanse horrorfilm uit 2023 onder regie van Robert Gajic, met in de hoofdrollen Shannon Dalonzo, Eileen Dietz, Simon Phillips en Jessica Gray.

## Verhaal
Sarah en haar verloofde Michael zijn op weg om haar zieke vader te gaan bezoeken. Op een desolate weg in de woestijn raken ze plots iets. Er is echter niets te zien en ook de wagen heeft geen schade. Er ligt alleen een vreemde ijsplek.
Kort daarna worden ze achtervolgd door een zwarte muscle car die onheilspelled blijft bumperkleven. Uit angst stoppen ze aan een wegrestaurant. Het personeel, bestaande uit een mysterieuze ober, een serveerster en hun manager, is vriendelijk maar gedraagt zich raar. Ook de andere klanten in het restaurant hebben iets vreemds. Sarah en Michael bestellen iets om mee te nemen en zetten hun reis verder.
Na een poosje rijden passeren ze opnieuw de ijsplek, gevolgd door een onverwachte botsing en worden ze achtervolgd door de zwarte auto, totdat ze weer bij hetzelfde wegrestaurant arriveren. Compleet overstuur bellen ze in het restaurant naar het noodnummer, maar ze krijgen te horen dat het uren kan duren voor er een politiepatrouille ter plaatse kan komen. Wat ze echter niet weten is dat de stem van de meldkamer in werkelijkheid die van de retaurantmanager is. Terug in het restaurant probeert de ober hen te waarschuwen om de benen te nemen, maar de manager overtuigt hen om de nacht te spenderen zodat ze 's ochtends uitgerust hun reis kunnen verderzetten. Sarah en Michael vertrouwen het echter niet en gaan ervandoor.
Ze proberen zover mogelijk weg te geraken, maar het scenario herhaalt zicht opnieuw met een onverwachte botsing en een achtervolging door een zwarte wagen totdat ze weer bij het wegrestaurant arriveren, net alsof ze gevangen zitten in een tijdlus. Dit keer stoppen ze niet en maken rechtsomkeer, maar de weg blijft eindeloos doorgaan. Ten einde raad besluiten ze te stoppen en te voet de weg te verlaten. Na een wandeling door de woestijn vinden ze hun gecrashte auto en denken ze dat ze dood zijn. De chauffeur van de zwarte wagen duikt weer op en Michael confronteert hem maar raakt daarbij gewond. Wanneer ze hun originele auto terug bereiken vluchten ze weg maar ze passeren telkens opnieuw het wegrestaurant, totdat ze er uiteindelijk stoppen.
Het blijkt dat Sarah en Michael in werkelijkheid een zwaar verkeersongeval gehad hebben en dat ze levensgevaarlijk gewond zijn. Ze bevinden zich momenteel in een soort voorgeborchte, een plek tussen leven en dood. De chauffeur van de zwarte wagen is feitelijk Charon, de "veerman" die hun zielen begeleidt totdat zij hun lot erkennen en hun weg naar het hiernamaals verder zetten. 
De manager besluit hen alsnog te helpen en vertelt Sarah dat ze zwanger is en dat zij en Michael nu een reden hebben om te willen blijven leven. De serveerster en de ober probeerden hen te helpen omdat ze zich zelf ooit in een gelijkaardige situatie bevonden. De ober rijdt met hun auto frontaal in op de zwarte wagen, waarna Sarah in de echte wereld gewond wakker wordt naast het wrak van hun auto.

## Rolverdeling
| Acteur            | Personage           |
| ----------------- | ------------------- |
| Shannon Dalonzo   | Sarah               |
| Justin Gordon     | Michael             |
| Simon Phillips    | de manager          |
| John D. Hickman   | de ober             |
| Jessica Gray      | de serveerster      |
| James Politano    | oude man            |
| Eileen Dietz      | oude vrouw          |
| Robin Bookhout    | gekke vrouw         |
| Briahn Auguillard | de veerman          |
| Heather Rozzo     | 911 operator (stem) |

## Release en ontvangst
The Fearway werd op 7 februari 2023 uitgebracht via video-on-demand in de Verenigde Staten en Canada.
Het oordeel van de critici was gemengd. The Guardian gaf de film één ster op vijf en vond het vooral een saaie film met middelmatig acteerwerk. FilmCarnage gaf een score van 4/10 en schreef: "Het is een degelijk concept, maar de uitvoering doet het geen recht". Met vier sterren op vijf was het tijdschrift Starburst positiever en schreef: "De cinematografie is uitstekend voor een lowbudgetfilm en de film slaagt erin om een gevoel van spanning en ongemak te creëren in plaats van regelrechte horror".